# Lelinți, Kiustendil
Lelinți (în bulgară Лелинци) este un sat în comuna Kiustendil, regiunea Kiustendil,  Bulgaria. 

## Demografie
Componența etnică a satului Lelinți
     Bulgari (94,11%)
     Nicio identificare (5,88%)
     Altele (0%)
La recensământul din 2011, populația satului Lelinți era de 34 locuitori. Din punct de vedere etnic, majoritatea locuitorilor (94,11%) erau bulgari. Pentru 5,88% din locuitori nu este cunoscută apartenența etnică.